# 올림픽 볼링
올림픽 볼링은 올림픽에서 볼링으로 경기를 겨루는 올림픽 경기 종목이다. 1988년 하계 올림픽에 시범 종목으로 채택되었다.

## 세부 종목
| 종목 | 88 | 계 |
| ---- | -- | -- |
| 남자 | •  | 0  |
| 여자 | •  | 0  |
| 합계 |    |    |